# Mustafa Tahir Babaoğlu
Mustafa Tahir Babaoğlu (* 8. Juni 1992 in Konak) ist ein türkischer Fußballspieler.

## Karriere
Babaoğlu begann seine Karriere bei Göztepe Izmir, bei dem er 2009 von dessen Jugend verpflichtet wurde. Anschließend wurde er mehrere Male verliehen, wobei er bei Afyonkarahisarspor sieben Tore und sechs Tore bei Kayseri Şekerspor erzielen konnte.

## Erfolge
Mit Göztepe Izmir
- Meister der TFF 2. Lig und Aufstieg in die TFF 1. Lig: 2014/15